# جوآن شاو تیلور
جوآن شاو تیلور (زادهٔ ۱۹۸۵، انگلستان) خواننده و نوازندهٔ گیتار انگلیسی است. او توسط دیو استوارت از یوریتمیکس در سن ۱۶ سالگی کشف شد.
آلبوم‌های تیلور از طریق Ruf Records، شکر سفید (۲۰۰۹) و الماس در خاک (۲۰۱۰) در جدول آلبوم‌های برتر بلوز بیلبورد به رتبه هشتم در ایالات متحده رسیدند. آلبوم شماره ۱ او، آلبوم بلوز (۲۰۲۱)، از طریق جو بوناماسا منتشر شد.
تیلور در ویدنزبری، انگلستان متولد شد. او در سولیهال بزرگ شد و در اوایل نوجوانی از استیوی ری وان، آلبرت کالینز و جیمی هندریکس برای نواختن بلوز الهام گرفت.

## آهنگ‌شناسی
- شکر سفید (۲۰۰۹)
- الماس در خاک (۲۰۱۰)
- تقریبا همیشه هرگز (۲۰۱۲)
- آهنگ‌هایی از جاده (۲۰۱۳)
- حقیقت کثیف (۲۰۱۴)
- وحشی (۲۰۱۶)
- قلب بی پروا (2019)[۷]
- Reckless Blues EP (2020)
- آلبوم بلوز (۲۰۲۱)
- Blues from the Heart: Live (2022)
- احمق هیچ‌کس (۲۰۲۲)
- Sweet 'Lil Lies (2023)